# RR Ursae Minoris
RR Ursae Minoris eller HD 132813, är en dubbelstjärna i den södra delen av stjärnbilden Lilla björnen. Den har en högsta skenbar magnitud av ca 4,44 och är svagt synlig för blotta ögat där ljusföroreningar ej förekommer. Baserat på parallax enligt Gaia Data Release 2 på ca 10,0 mas, beräknas den befinna sig på ett avstånd på ca 330 ljusår (ca 100 parsek) från solen. Den rör sig bort från solen med en heliocentrisk radialhastighet på 6 km/s.

## Egenskaper
Primärstjärnan i RR Ursae Minoris är en röd jättestjärna i huvudserien av spektralklass M4.55 III på den asymptotiska jättegrenen. Den har en massa som är ca 1,2 solmassa, en radie som är ca 60 solradier och har ca 760 gånger solens utstrålning av energi från dess fotosfär vid en effektiv temperatur av ca 3 500 K.
Stjärna visades av J. H. Moore (1910) ha variabel radiell hastighet. Den är ett enkelsidig spektroskopisk dubbelstjärna med en omloppsperiod på 2,05 år och en excentricitet på 0,13. Värdet för a sin i är 84 Gm (0,56 AE), där a är halva storaxeln och i är banlutningen till siktlinjen från jorden. Detta ger en lägre gräns för omloppsbanans fysiska storlek. Systemet är en källa för röntgenstrålning och ultraviolett strålning, varvid det senare troligen kommer från följeslagaren.

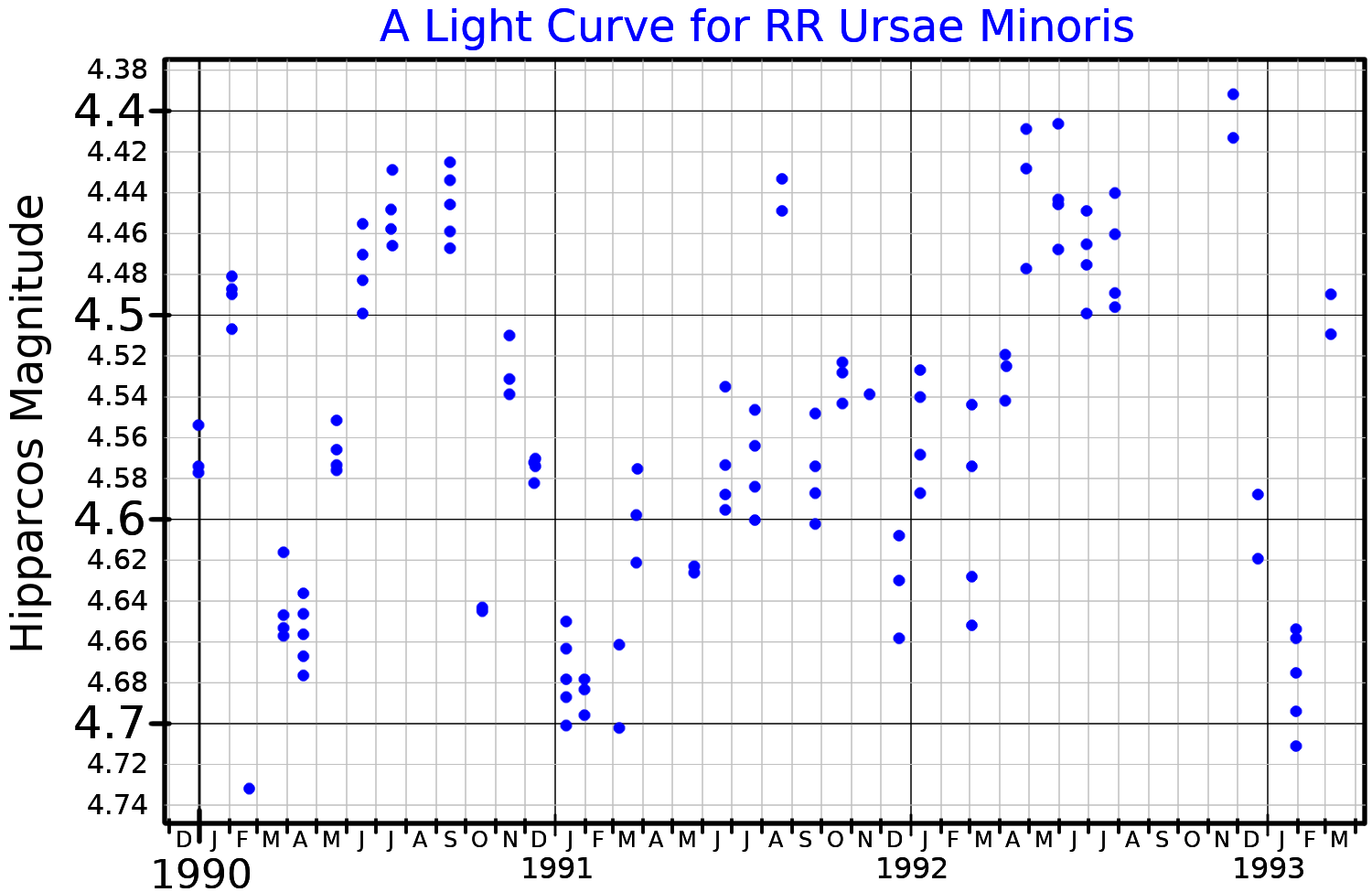
Ljuskurva för RR Ursae Minoris, anpassad från Hipparcos

RR Ursae Minoris visades av J. Ashbrook (1946) vara en variabel stjärna, och är katalogiserad som en halvregelbunden variabel av undertyp SRb som varierar från magnituden 4,44 till 4,85 med en period av 43,3 dygn. Variationer i perioden har dock observerats i en tidsskala av 30–60 dygn.